# Korneubourg
Korneubourg, en allemand Korneuburg, est une ville d'Autriche, dans l'État de Basse-Autriche. C'est le chef-lieu du district de Korneubourg.
La ville est située sur la rive gauche du Danube, en face de Klosterneuburg, et à 12 km au nord-est de Vienne. Elle comptait 11.032 inhabitants en 2001.
Elle est mentionnée pour la première fois en 1136, et reçut en 1298 le droit de se séparer de Klosterneuburg, avec laquelle elle était unie sous le nom de Nivenburg.
Le 2 décembre 1462, le traité de Korneubourg y fut signé entre les viennois révoltés et l'empereur Frédéric III.
En 1930, les groupes paramilitaires prochent des partis de droite adoptent le programme de Korneubourg, dans lequel ils rejettent la démocratie et le système parlementaire et se prononcent pour le « Führerprinzip » et un État corporatiste.

## Lieux et monuments
- Synagogue de Korneubourg, il s'agit de la plus ancienne synagogue d'Autriche